# Роз'їждже (Іванківський район)
Роз'їждже (Роз'їжджа) — колишнє село в Україні Іванківського району Київської області, що знято з обліку в зв'язку з відселенням мешканців внаслідок аварії на ЧАЕС.
Як населений пункт село відоме з середини XVII століття. Село розташоване на відстані 24 км від колишнього райцентру — міста Чорнобиль.
Село виникло бл. 1650 року — саме у той період на рівнині поблизу збиралися для маневрів польські війська під проводом кн. Радзивіла.
1887 року у селі проживало 220 мешканців.
1900 року у власницькому селі (належало Сергію Челищеву) проживало 538 мешканців, було 78 дворів. У селі працювало 2 вітряки.
Село підпорядковувалося Шепелицькій волості Радомисльського повіту.
На межі 1970-80-х рр. у селі проживало близько 390 мешканців.
У радянський час підпорядковувалося Стечанській сільській раді Чорнобильського району. Напередодні аварії на ЧАЕС у селі мешкало 237 мешканців, було 110 дворів.
Після аварії на ЧАЕС село було відселене у зв'язку із сильним радіаційним забрудненням, а мешканці переселені у с. Аркадіївка і Пасківщина Згурівського району. Офіційно зняте з обліку 1999 року за відсутністю жителів.
Після Чорнобильської катастрофи село увійшло до 30-кілометрової зони відчуження.
Частина села згоріла під час лісових пожеж у 1992 році.
З кінця лютого до 1 квітня 2022 року село було окуповане російськими військами.